# James Lick
James Lick (25 agosto 1796 – California, 1º ottobre 1876) è stato un mecenate, carpentiere e fabbricante di pianoforti statunitense.
Di umili origini, divenne famoso con la corsa all'oro californiana. Alla sua morte era l'uomo più ricco della California.
Finanziò la costruzione di un osservatorio astronomico (l'Osservatorio Lick), che fu il primo osservatorio ad essere costruito su una montagna.
Le spoglie di Lick furono sepolte sotto un colossale telescopio nell'osservatorio. L'epitaffio recita "Qui riposa il corpo di James Lick".